# Flema
Flema foi uma banda punk da Argentina, uma das mais importante e influentes no país, que buscou encontrar um estilo original.
Suas canções falavam de solidão, álcool, drogas, amigos, mulheres, política, e queixas sobre as coisas resistentes na vida. Suas canções tinham títulos como “borrachos en la esquina” (Bêbados Na Esquina), “Semen de buey” (Sêmen De Boi), “Blanco cristal” (referência à cocaína). O líder da banda, Ricardo Espinosa, mais conhecido como “Ricky”, foi uma figura muito controversa e querida, o núcleo e espírito do Flema. Sempre bêbados, drogados, ou com algum outro problema, freqüentemente a banda não tocava na data programada porque algum ou todos os membros da banda estavam detidos num Distrito Policial.

## Última formação
- Ricardo Espinosa - vocal e guitarra
- Fernando Rossi - baixo
- Luis Garibaldo - guitarra
- Pepe Carvallo - bateria

## História da Banda

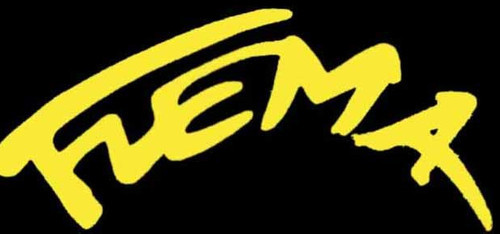
logo da banda argentina Flema

A banda foi formada em 1987, em Avellaneda (Buenos Aires) por um grupo de jovens estudantes. Houve muitas mudanças na formação, sendo Ricky o único membro constante. Como banda subterrânea, Flema lançou seu primeiro disco em 1992 “Pogo, mosh & Slam”, através de uma gravadora independente. A banda adquiriu grande sucesso na cena punk da Argentina, não alcançando as massas somente pela má reputação dos membros, especialmente Ricky. Seus shows eram marcados por uso de drogas, caos, membros bêbados no palco, brigas  de Ricky com a platéia... 
Suas canções eram caracterizadas por um som gutural vomitado, marca registrada da banda. Melodias felizes misturadas a letras profundas e tocantes foram compostas por Ricky, tocando muitos jovens que viam seus problemas refletidos nas canções dessa banda suburbana.

## Morte de Ricky
30 de Maio de 2002, Ricardo Manuel Espinosa comete suicídio ao se jogar do 5º andar do assoalho de um edifício em Gerli aos 34 anos de idade. Bêbado jogando uma partida de futebol no PlayStation, disse a seu amigo Luichy “Se eu perder, vou me atirar da janela” – perdeu a partida e fez o que havia dito. Muitas músicas sobre suicídio foram compostas por Ricky. Falou sobre suicídio por anos, escrevendo canções com títulos como “Estou indo cometer suicídio”, “Eu tenho que ir”, e “Você vai se lembrar de mim”. 3 dias após a morte de Ricky, os remanescentes da banda fizeram um grande show com outros grupos locais em sua homenagem. Flema acabou oficialmente depois disso. Todo aniversário, centenas de fãns visitam o túmulo de Ricky no cemitério de Avellaneda.

## Discografia
- Pogo, Mosh & Slam, 1992
- Nunca Nos Fuimos, 1994
- El Exceso de Drogas y Alcohol es Perjudicial Para tu Salud, 1995
- Si el Placer es Un Pecado, Bienvenidos Al Infierno, 1997
- Resaka, 1998
- La Noche de las Narices Blancas, 2000
- Caretofobia I, 2000
- Caretofobia II, 2001
- Cinco de copas, 2002